# 尘囊藻属
尘囊藻属（学名：Picocystis）是尘囊藻科的惟一一属。

## 下属物种
本属包括以下物种：
- Picocystis salinarum R.A.Lewin, 2001